# Monareczka białosterna
Monareczka białosterna, monarka białosterna (Symposiachrus leucurus) – gatunek małego ptaka z rodziny monarek (Monarchidae). Występuje na indonezyjskich wyspach Kai położonych we wschodniej części morza Banda. Jego naturalnym środowiskiem są nizinne lasy pierwotne i wtórne, w tym przybrzeżne lasy monsunowe i namorzyny, oraz lasy górskie. Jest bliski zagrożenia wyginięciem.

## Taksonomia
Gatunek ten opisał w 1858 roku George Robert Gray, nadając mu nazwę Monarcha leucura. W 2009 roku gatunek został przeniesiony z rodzaju Monarcha do Symposiachrus. Nie wyróżnia się podgatunków.

## Morfologia
Obie płcie są do siebie podobne. Dorosły osobnik całkowicie czarny, z wyjątkiem białej dolnej części piersi i brzucha oraz białych zewnętrznych piór ogona. Młode osobniki mają szarobrązowy wierzch i płowy spód ciała. Długość ciała 15–16 cm.

## Występowanie
Monareczka białosterna występuje na wyspach Kai w Indonezji. Zasięg występowania (EOO – Extent of Occurence) obejmuje 3200 km², zaś obszar zajmowany (AOO – Area of Occupancy) 1700 km². Zamieszkuje namorzyny, lasy pierwotne i wtórne i ich obrzeża na nizinach i w niskich górach. Ptak ten spotykany jest od poziomu morza do 625 m n.p.m.

## Pożywienie
Żywi się głównie małymi bezkręgowcami. Żeruje samotnie lub w parach, także w stadach mieszanych, w listowiu na poziomie mniej więcej średniego piętra roślinności. Zbiera owady z liści.

## Status zagrożenia
W Czerwonej księdze gatunków zagrożonych Międzynarodowej Unii Ochrony Przyrody (IUCN) gatunek został zaliczony do kategorii NT (ang. Near Threatened – bliski zagrożenia). Gatunek ten ma mały zasięg występowania, obejmujący kilka niedużych wysp. Podejrzewa się, że jego liczebność spada z powodu utraty siedlisk, choć nie uważa się, że jego populacja jest poważnie pofragmentowana lub ograniczona do kilku lokalizacji. Liczebność została oszacowana na 50 tys. – 250 tys. dorosłych osobników.
Jedynym stwierdzonym zagrożeniem dla tego gatunku jest utrata siedlisk związana z wycinaniem lasów (od których jest zależny) na potrzeby rolnictwa i upraw.